# Viile, Galați
Viile (în trecut, Puțichioaia și Ignătești) este un sat în comuna Fârțănești din județul Galați, Moldova, România. Acesta are o populație de 1469 de locuitori.
Numit inițial Puțuchioaia, satul nu are o istorie foarte bogată, fiind o localitate care în perioada comunistă s-a dezvoltat, însuși Nicolae Ceaușescu venind aici pentru a vizita cea mai mare livadă de pomi fructiferi de pe raza județului Galați, dar, după căderea acestui regim politic, locuitorii au revenit la activitățile țărănești. 
Localnicii susțin cu tărie că boierul Grigore Ionescu și-ar fi construit pasaje subterane plecând de sub conacul său. Tot localnicii mărturisesc că sub sat sunt foarte multe tuneluri de acces ce pleacă de sub conacul boieresc și se răspândesc sub toată vatra satului. De la conac până la dealul bisericii, la cantină, la cazan și chiar până spre extremitatea satului din partea de vest. Unele voci susțin ca încă se mai pot vedea gurile de intrare.
In anul 1916 s-ar fi găsit în curtea lui Grigore Ionescu urme de incinerație. Iar spre jumătatea aceluiași secol, cioburi datând din epoca fierului, lângă gară (acum Halta Băleni).
Tot acest latifundiar, Grigore Ionescu deținea și un imobil pe strada Mihai Bravu, Municipiul Galați. Imobil care astăzi este in proprietatea Arhiepiscopiei Dunării de Jos. 
Despre acest mare proprietar de pământ putem așeza câteva rânduri:
Grigore Ionescu (cca. n. 1880 - d. 1947) era originar din satul Cosmești (pe vremuri in  județul Vaslui), venise sa își facă un rost în zona aceasta, dar alte surse surprind faptul ca el era de fapt argat la Paraschiv Sichiriș/Schiriachiș/Secheană, ctitorul Bisericii Sf. M. Mc. Gheorghe din Viile .(Nu se știe exact numele corect și nici originea. Dar, după numele mare putem bănui ca era un grec.) De fapt, interesul pentru a construi tuneluri a fost mai mare pentru Paraschiv S. având in vedere timpul istoric în care a trăit. El a fost proprietarul a unei  bune suprafețe de pământ arabil pe care i-a lăsat-o, nu știm în ce condiții, lui Grigore Ionescu după ce a decis sa își mute viată și traiul la Paris.
După plecarea celui din urma, G. Ionescu. a preluat stăpânirea moșiei. Acesta era căsătorit cu una dintre fetele unui fost primar de Tg. Bujor și nepot după soție îi era Grigore Hagiu, poet născut în orașul consemnat. A avut trei fete și doi băieți, din care una a fost căsătorită cu Traian Ionașcu, Profesor universitar de Drept Civil in Universitatea A. I. Cuza/ Universitatea din București și membru al Academiei Române mai târziu. O alta fiică a fost căsătorită cu medicul oftalmolog Mircea Bîrsan ce avea cabinet lângă Colegiul National "Vasile Alecsandri". Fostul cabinet exista și azi, în stânga C.N.V.A, o clădire roșiatică, pe strada Nicolae Bălcescu. 
Casa lui Grigore Ionescu există și astăzi, fiind impunătoare, sumbră și tapetată pe exterior de trecerea timpului și a timpurilor politice care și-au pus amprenta peste ea. În perioada stăpânirii P.C.R. a fost sediu de birouri și acte pentru fermele din împrejurimi.
Din nefericire, cel despre care am amintit, a decedat prin ( septembrie/noiembrie ) 1947 la Galați, fiind răpus de pneumonie. A fost înmormântat în cimitirul din Viile, în cavoul familiei, alături de cei doi băieți care au decedat ca urmare a unor boli molipsitoare. Pe linia fetelor, doar o nepoată a ginerelui sau, medicul Bîrsan, ar mai fi in viață la o vârstă destul de înaintată, stabilită în S.U.A.
Localitatea are o vatră relativ mare, cu foarte mult teren arabil ce este utilizat in scopul agriculturii. Exista un râu, Chineja și un pârâu numit de localnici Covurlui ce își are izvorul în cavoul familiei, în adâncul pădurii ce înconjoară satul. 
Satul  are o populație de aproximativ 1700 de locuitori și are ca localități învecinate Umbrărești și Fârțănești.   
Gara din Viile, monument de arhitectură cu influențe britanice poartă numele de "Halta Băleni" deoarece stă sub pilonul unei idei politice și diplomatice. 
Amintim pe scurt: Prin anii 1880 s-a decis construirea unei căi ferate, care să lege orașul Galați de Bârlad prin zona de est a județului drept urmare pierderea pe care o sufereau negustorii în încercarea lor de a-și transporta marfa în condiții precare. În prim plan s-a dorit ca trenul să poată trece pe lângă satul Băleni, apăsând interesele celor din familia Cantacuzino care aveau teren acolo și erau direct interesați sa își transporte marfa mai ușor. Dar, Lascăr Catargiu, proprietar al moșiei Venturești din Tg. Bujor, având influență mai mare la acea vreme la cârma noului stat înființat, a mutat proiectul căii ferate pe albia râului Chineja pentru că îi era mai favorabil, dar și din considerente tehnice și de teren. Proiectul s-a realizat așa cum a dorit L. Catargiu, iar ca formă de recunoștință pentru familia Cantacuzino, au pus numele satului vecin pe gara satului Viile.